# Ens veiem demà
Ens veiem demà és una pel·lícula catalana de 2009 dirigida per Xavi Berraondo, inspirada en el cas real de l'assassinat del seu germà uns anys enrere. Berraondo explora els límits entre la vida, la mort i la bogeria amb un repartiment de luxe del cinema català, amb Marc Cartes, David Selvas i Mercè Llorens com a protagonistes d'aquest homenatge.

## Argument
Fa temps que Xavi (Marc Cartes) travessa una crisi vital. Té un xoc el dia que rep una trucada del seu germà Jordi (David Selvas), mort fa un parell de setmanes, i comença a plantejar-se que potser s'està tornant boig: queden per dinar i aquest es presenta a la cita, cosa que el desconcerta encara més. Quan apareix Azucena (Mercè Llorens), una noia amb esquizofrènia, s'hi sentirà atret i retrobarà l'amor i les ganes de viure, i la noia li dona la clau per entendre el que està passant. I si quan morim el nostre món es fragmenta en dues realitats diferents i paral·leles, i en una estem morts i en l'altra seguim vius?

## Repartiment
| - Marc Cartes: Xavi - David Selvas: Jordi - Mercè Llorens: Azucena - Simón Andreu: Lluc - Mercè Arànega: Mercè - Patrícia Bargalló: Sandra - Jordi Boixaderas: Miquel - Juli Mira: Damià | - Pep Anton Muñoz: Ricard - Mercè Pons: Amèlia - Lluís Soler: Eduard - Tània Sàrrias: Carlota - Araceli Bruch: Roser - Carme Contreras: Sara Blanchart - Camilo García: Camilo - Norbert Ibero: Jaume | - Josep Linuesa: Psicòleg - Jordi Martínez: Daniel - Xavier Ruano: Tècnic - Ferran Albiol: Hèctor - Nadine Benavente: Raquel - Aida de la Cruz: Carol - Jordi Godall: Àngel - Josep Maria Rojals: Cuiner |

## Al voltant de la pel·lícula
- Amb Ens veiem demà Berraondo fa un cant a la vida i explica una història d'amor i de segones oportunitats, que és alhora una mena d'autoretrat familiar i un homenatge al germà Jordi, qui va morir assassinat l'abril del 2001 en circumstàncies que no han estat mai aclarides.[4]
- El director afegeix a la trama Azucena (personatge inventat, i interpretat per Mercè Llorens) per introduir el tema de l'esquizofrènia. Segons va afirmar abans de l'estrena, "M'interessava parlar dels límits de la bogeria", i va inspirar-se en els esquizofrènics de Radio Nikosia, l'emissora on treballen persones amb algun trastorn psicològic.[5]
- La pel·lícula va ser rodada a Arenys de Mar, El Masnou, Mataró, Teià (al Maresme), Esplugues de Llobregat, Sant Joan Despí, Sant Just Desvern (al Baix Llobregat), Sant Vicenç de Castellet (al Bages), Canovelles (al Vallès Oriental) i Valldoreix (al Vallès Occidental).[6]
- Es va presentar l'11 de març als cinemes Alexandra de Barcelona,[1] i es va estrenar oficialment l'endemà.[5] Va ser seleccionada pel festival de cinema d'Espagna de Roma (Itàlia) i va participar en la mostra de cinema català de Los Angeles (Estats Units).[7]